# Giovanni Gaetano Androi
Giovanni Gaetano Androi (* vermutlich in Regensburg; † 7. Februar 1755 in Graz), auch Johann Cajetan Androy oder d’Androy, war ein Stuckateur der Barockzeit.

## Leben und Werk
Androi gehörte einem aus Roveredo im Misox in Graubünden stammenden Bauhandwerker/Baumeister-Geschlecht an. 1728 ist er in Graz nachgewiesen, wo er die Werkstatt seines Landmanns Pietro II. Zarro übernahm. Sein erstes bekanntes Werk ist der Stuck im Chor der katholischen Pfarrkirche SS. Pietro e Paolo im Graubündner Mesocco (1720 bis 1730). Anschließend wirkte er in der Steiermark, wo er 1730 in Veitsch in der Propstei und 1731 im Stift Vorau zusammen mit seinem Verwandten Domenico II. Androi den Bibliothekssaal stuckierte. 1736 bis etwa 1745 war er für das Stift St. Lambrecht in 45 Räumen tätig (Hauptwerk: Prälatensaal, 1739). Des Weiteren schuf er Stuckaturen in verschiedenen Gebäuden in Graz (Johanneum, Maria Hilf, 1739) und anderen Orten der Steiermark, so im Schloss Kuenburg in Tamsweg, in der Kirche in Tamsweg, im Renathihaus in Murau. In Scheifling stuckierte er den Pfarrhof, in Aflenz die Propstei und in St. Marein im Mürztal den Pfarrhof. In Piacenza stuckierte er im Palazzo Morando des Sala delle Specchiere.
Er war seit 1733 mit Maria Elisabeth Theresia Conrad verheiratet.
Androis Formenschatz reichte vom üblichen Bandlwerk (auch: Bandelwerk) und dem Stuck von Blumengirlanden, Blütenketten und Rebranken hin zu Palmetten, Vasen, Vögeln, Masken und Putten. In einer späteren Phase kam zum Bandlwerk das Gitterwerk hinzu. In seinen letzten zehn Lebensjahren sind Anklänge an das Rokoko erkennbar (Schloss Tamsweg).